# Afrectopius ulugurensis
Afrectopius ulugurensis là một loài tò vò trong họ Ichneumonidae.